# Rennell Glacier
Rennell Glacier är en glaciär i Antarktis. Den ligger i Västantarktis. Chile gör anspråk på området. Rennell Glacier ligger 1 162 meter över havet.
Terrängen runt Rennell Glacier är kuperad åt nordost, men åt sydväst är den platt. Trakten är obefolkad. Det finns inga samhällen i närheten. 